# Massiré Kanté
Massiré Kanté est un footballeur français né le 31 mars 1989 à Courbevoie dans le département des Hauts-de-Seine. Il évolue au poste de milieu de terrain.

## Biographie
En novembre 2007, il signe son premier contrat professionnel avec le club du Le Mans FC, club où il évolue jusqu'en 2011.
Il évolue pour la saison 2014-2015 pour le Red Star FC. Il prend part à 23 matchs de National et inscrit trois buts. Il écope de sept cartons jaune et un carton rouge au Stade de la Meinau contre le RC Strasbourg. 
En juin 2015, il s'engage pour deux ans en faveur du RC Strasbourg. Il dispute son premier match sous ses nouvelles couleurs à l'occasion de la première journée du championnat de France National en tant que remplaçant contre l'US Dunkerque, une défaite quatre buts à un. Il dispute son premier match au stade de la Meinau le 11 septembre 2015 à l'occasion de la sixième journée contre l'EFC Fréjus Saint-Raphaël. Le match se termine sur un score nul, un but partout. Pour sa première titularisation, lors de la septième journée, les Strasbourgeois l'emportent à l'extérieur face au SA Épinal sur le score d'un but à zéro. Le 27 novembre, il marque son premier but contre l'US Avranches et permet à son équipe de remporter le match 1-0.
Après un passage au FC Martigues lors de la saison 2017/2018 où il a disputé 17 rencontres pour 4 buts, Massiré Kanté s’engage avec l’ambitieux FC Fleury 91, pensionnaire de National 2 pour la saison 2018/2019.

## Palmarès
Il est champion de National en 2016 avec le RC Strasbourg.

## Sources et références
1. ↑  Signature de Massiré Kanté, Site officiel du Mans, 06/11/07
2. ↑  « Kanté a signé », sur dna.fr, 16 juin 2015.
3. ↑  « Massiré Kanté », sur racingstub.com.
4. ↑  « Le Racing prend la tête », sur rcstrasbourgalsace.fr (consulté le 28 novembre 2015).